# طیبه سیاوشی
طیبه سیاوشی(۱۳۴۵ تهران) سیاستمدار  ایرانی و نماینده سابق تهران در مجلس دهم است.
وی دانش‌آموخته کارشناسی علوم سیاسی از دانشگاه تهران و کارشناسی ارشد روابط بین‌الملل از دانشکده روابط بین‌الملل وزارت امور خارجه است و فعالیت شغلی خود را از وزارت امور خارجه آغاز کرد.

## زندگی‌نامه
طیبه سیاوشی شاه‌عنایتی در سال ۱۳۴۵ در شمیرانات تهران زاده شد. او مدرک کارشناسی علوم سیاسی را از دانشگاه تهران و کارشناسی ارشد روابط بین‌الملل را نیز از دانشکده وزارت امور خارجه اخذ نمود.
سیاوشی فعالیت در وزارت امور خارجه را به عنوان کارشناس اروپا آغاز کرد و آخرین سمت وی کارشناس مطالعات اروپا و آمریکا، در دفتر مطالعات سیاسی و بین‌المللی وزارت امور خارجه بود.

## سوابق
- کارشناس قراردادی اروپا در وزارت امور خارجه
- عضویت در مؤسسه مطالعات و تحقیقات زنان
- همکاری با خانه کودک مهر
- فعالیت مردم‌نهاد در دروازه‌غار
- عضو هیئت اجرایی طرح ملیکا
- عضو شورای تحریریه مجله پایتخت کهن
- کارشناس مطالعات اروپا و آمریکا در دفتر مطالعات سیاسی و بین‌المللی[۳]

## مجلس دهم
طیبه سیاوشی در دهمین دوره انتخابات مجلس شورای اسلامی، در لیست ۳۰ نفرهٔ ائتلاف فراگیر اصلاح طلبان: گام دوم، در تهران حضور داشت و توانست با کسب ۱٬۱۲۸٬۳۷۰ رأی، در رتبهٔ بیست و سوم تهران، وارد مجلس دهم شود. او هم‌اکنون در کمیسیون فرهنگی حضور دارد.
وی از جمله کسانی بود که برای مبارزه با ویروس کرونا، حقوق خود را تا پایان دوره مجلس دهم در اختیار وزرات بهداشت قرار داد. 
سیاوشی در سال اول مجلس دهم به عنوان نایب رئیس فراکسیون زنان انتخاب شد اما در سال‌های بعد از حضور در این فراکسیون اجتناب کرد. سیاوشی در چهار سال نمایندگی، ۱۴۶ تذکر کتبی و ۲۱ تذکر شفاهی داشت و ۱۱ نطق در صحن علنی ایراد کرد و درکنار دیگر نمایندگان فراکسیون زنان مجلس تلاش‌هایی برای ممنوعیت ازدواج کودکان کرد اما بی‌نتیجه ماند.